# Лестница в небеса (телесериал, 2003)
«Лестница в небеса» (кор. 천국의 계단) — южнокорейский телесериал, созданный Пак Хе Кёном. В главных ролях Чхве Джиу, Квон Сан У, Ким Тхэхи и Син Хён Чжун.
Премьера состоялась 3 декабря 2003 года на телеканале SBS и с тех пор новые эпизоды выходили каждый четверг в 21:55 по корейскому времени. Показ финального эпизода состоялся 5 февраля 2004 года. Название телесериала происходит из одноимённого сингла Led Zeppelin.

## Сюжет
Хан Чон Со (Чхве Джиу) и Ча Сон Чжу (Квон Сан У) дружат с самого детства, и их близкая дружба со временем перерастает в любовь. Оба разделяют боль потерь любимого человека: отец Сон Чжу погиб в автокатастрофе, а мать Чон Со умерла от опухоли глаз. Её отец (Ха Чжэ Ён) впоследствии женится на актрисе Тэ Ми Ре (Ли Хви Хян), которая заселяется в их дом вместе с дочерью Ю Ри (Ким Тхэхи) и сыном Тэ Хвой (Ли Ван). Ю Ри завидует Чон Со и делает всё возможное, чтобы она выглядела в глазах матери как можно хуже, из-за чего Ми Ра начинает изводить Чон Со. Когда отец уходит на работу, женщина терроризирует падчерицу. В дальнейшем она разрушает планы Чон Со на обучение в Америке, и Сон Чжу уезжает, оставляя её. Ми Ра строит козни и Ю Ри, чтобы завоевать доверие Сон Чжу, потому что тот является наследником семейного состояния. Между тем Чон Со пытается построить дружеские отношения с Тэ Хвой, но он влюбляется в неё.
Три года спустя Сон Чжу возвращается из Америки, и Чон Со хочет встретиться с ним. Ю Ри пытается остановить их и по пути в аэропорт намеренно сбивает Сон Чжу на машине, а затем отвозит в больницу, в которой группа людей погибла от последствий пожара. Ю Ри специально меняет удостоверение личности Чон Со на удостоверение мёртвого человека, тем самым инсценировав её смерть. Настоящее удостоверение она увозит в дом своего родного отца. Тэ Хва узнаёт, что сделала его сестра, но находит в случившемся шанс сбежать вместе с Чон Со. Девушка теряет память, и Тэ Хва переезжает, забирает её с собой и меняет обоим имена.
Спустя ещё пять лет Ю Ри в скором времени должна выйти замуж за Сон Чжу. Сон Чжу решает навсегда отпустить Чон Со из своей жизни и идёт на карусель, где раньше они часто катались вместе, надеясь, что сможет увидеть её в последний раз. Чон Со, сменившая имя на Ким Чжи Су, работает в небольшом магазине одежды и живёт вместе с Тэ Хвой (Чуль Су). Сон Чжу встречает Чон Со, но она не узнаёт его. В попытках вернуть утерянные воспоминания они сближаются снова.
Чон Со всё вспоминает, когда Ю Ри практически сбивает её на машине, и идёт к Сон Чжу, чтобы сообщить ему об этом. Она прощает Тэ Хву, понимая, что всё было сделано лишь из искренней любви. Чон Со и Сон Чжу начинают встречаться, и в скором времени девушка узнаёт, что у неё тоже опухоль глаз, от которой когда-то умерла её мать. Она просит Тэ Хву увезти её, потому что не в силах смотреть на изнывающего от боли Сон Чжу. Постепенно Чон Со полностью теряет зрение, а Тэ Хва рассказывает Сон Чжу и его семье всю правду о случившемся, начиная с того дня, как Ю Ри сбила Сон Чжу на машине. В итоге девушку арестовывают, а её мать признают невменяемой и увозят в психиатрическую больницу.
Сон Чжу женится на Чон Со с благословления своей матери и её отца. Чон Со признаётся Тэ Хве, что её единственное последнее желание — увидеть лицо Сон Чжу. Сон Чжу и Тэ Хва приходят в больницу и просят врача сделать одного из них донором роговицы, однако тот заявляет, что донором не может быть живой человек. Для того, чтобы исполнить желание сестры, Тэ Хва специально погибает в автокатастрофе и становится донором. Чон Со делают операцию и зрение возвращается, но она узнаёт о смерти Тэ Хвы. Затем здоровье девушки вновь ухудшается, и доктор сообщает, что опухоль перешла в мозг, и операция невозможна. Осознав, что жить осталось недолго, Чон Со прощает Ю Ри и Ми Ре, и они также извиняются перед ней, чувствуя угрызения совести. Несколько дней спустя девушка умирает на берегу моря в объятиях Сон Чжу. Финальная сцена возвращает к начальной сцене из первого эпизода, где Сон Чжу играет на рояле на том же берегу, и говорит: «Возможно, тот человек (Тэ Хва) любил её (Чон Со) больше, чем я. Но даже если я говорю так, это не значит, что я любил её меньше».

## В ролях
| Актёр        | Роль                   |
| ------------ | ---------------------- |
| Квон Сан У   | Ча Сон Чжу             |
| Пэк Сон Хён  | Ча Сон Чжу в молодости |
| Чхве Джиу    | Хан Чон Со/Ким Чжи Су  |
| Пак Син Хе   | Хан Чон Со в молодости |
| Син Хён Чжун | Хан Тэ Хва/Хан Чуль Су |
| Ли Ван       | Хан Тэ Хва в молодости |
| Ким Тхэхи    | Хан Ю Ри               |
| Пак Чжи Ми   | Хан Ю Ри в молодости   |

| Актёр       | Роль         |
| ----------- | ------------ |
| Ха Чжэ Ён   | Хан Су Ха    |
| Ли Хви Хян  | Тэ Ми Ра     |
| Чон Хан Ён  | Хан Пил Су   |
| Ли Чарм     | Директор Чан |
| Ким Чжи Сук | Мин Со Хён   |
| Пак Ён Чжи  |              |
| Чон Ха На   |              |
| Ли Тэ Сон   |              |
| Ли Чам      |              |

## Съёмки
Съёмки проводились в комплексе Lotte World в Сеуле, где карусель и каток принадлежали семейному бизнесу Сон Чжу.

## Саундтрек
| №   | Название                              | Длительность |
| --- | ------------------------------------- | ------------ |
| 1.  | «Op.11 E Minor 2nd Mvt : Romanza»     |              |
| 2.  | «Memories of Heaven»                  |              |
| 3.  | «Lethe»                               |              |
| 4.  | «Ave Maria»                           |              |
| 5.  | «That's the Only One»                 |              |
| 6.  | «Forever»                             |              |
| 7.  | «Only Me For You»                     |              |
| 8.  | «Remember»                            |              |
| 9.  | «Sad Love»                            |              |
| 10. | «To the Beautiful You»                |              |
| 11. | «I Will Protect You»                  |              |
| 12. | «I Miss You»                          |              |
| 13. | «This is Not the End»                 |              |
| 14. | «Memories of Heaven»                  |              |
| 15. | «Though I Am at the End of the World» |              |
| 16. | «Promise»                             |              |
| 17. | «That's the Only One»                 |              |
| 18. | «Stairway to Heaven»                  |              |
| 19. | «Bania u cygana»                      |              |

## Международное признание
В 2004 году права на показ «Лестницы в небеса» были проданы в Японию на телеканал Fuji TV. Первый эпизод получил рейтинг в диапазоне от 6 до 8%, и уже последующие эпизоды были с рейтингом не ниже 12%. «Лестница в небеса» была признана третьей самой популярной корейской драмой в Японии.
Показ на телевидении Вьетнама состоялся со 2 мая по 27 июня 2004 года, а в 2005 сериал транслировался на Филиппинах со средним рейтингом в 36% за эпизод. В том же году права на показ были проданы Мексике, Перу и Коста-Рике. В 2006 году «Лестница в небеса» была показана в Таиланде.

## Ремейки
В 2009 году был выпущен филиппинский ремейк, в 2011 году вышел индонезийский ремейк, в 2013 — одноимённый российский ремейк, и в 2016 — ремейк Камбоджи.